# فهرست کشورها بر پایه نظام فدرالی
این مقاله انواع سیستم‌های فدرال را در کشورهای مختلف فهرست می‌کند.

## پیشین
- چکسلواکی تا این که جمهوری‌های چک و اسلواکی در سال ۱۹۹۳ از هم جدا شدند.
- جمهوری فدرال یوگسلاوی که در سال ۲۰۰۶ با اعلام استقلال مونتنگرو رسماً از بین رفت.
- قانون اساسی ۱۹۶۰ قبرس بر همین اساس بود؛ اما اتحاد یونانی‌ها و ترک‌ها به سرانجام نرسید.
- جمهوری متحد تانزانیا: شامل زنگبار و تانگانیکا
- جمهوری فدرال کامرون بین سال‌های ۱۹۶۱ تا ۱۹۷۲

## نظام چند ملیتی

### اتحادیه اروپا

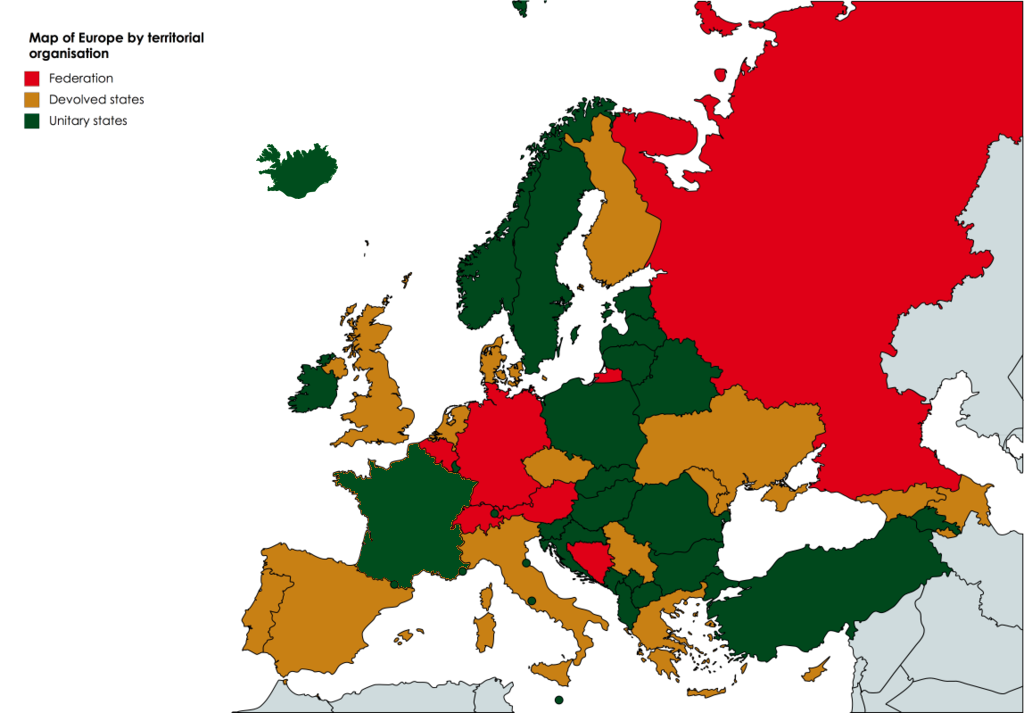
سازمان سرزمینی کشورهای اروپایی

بعد از پایان جنگ جهانی دوم چندین جنبش شروع به کار کرد که به دفاع از فدراسیون اروپا می‌پرداختند، جنبش‌هایی از قبیل اتحادیهٔ فدرالیست‌های اروپایی یا جنبش اروپایی ایجاد شده در سال ۱۹۴۸. آن سازمان‌ها در پروسهٔ وحدت اروپا اثرگذار بوده؛ اما هرگز قطعی و تعیین‌کننده نبودند. اگرچه فدرالیسم در هر دوی پیش‌نویس‌های معاهدهٔ ماستریخ و معاهدهٔ ایجاد یک قانون اساسی برای اروپا مورد اشاره قرار گرفت ولی هرگز به وسیلهٔ نمایندگان کشورهای عضو تصویب نشد. قوی‌ترین مدافعان فدرالیسم اروپایی، آلمان، ایتالیا، بلژیک و لوکزامبورگ بودند. در حالی که آن‌هایی که به لحاظ تاریخی بیشترین مخالفت را داشتند فرانسه و انگلستان بودند. سایر کشورها که هرگز به‌طور خاص برای معنای ویژه‍ای از حکومت در اروپا مبارزه نکردند به عنوان طرفدار فدرالیسم برشمرده شدند. بعضی به عنوان کشورهای همراه و همکار اتحادیه در نظر گرفته شدند از قبیل: اسپانیا، پرتغال، یونان و مجارستان.

## نظام امارتی

### امارات متحده عربی

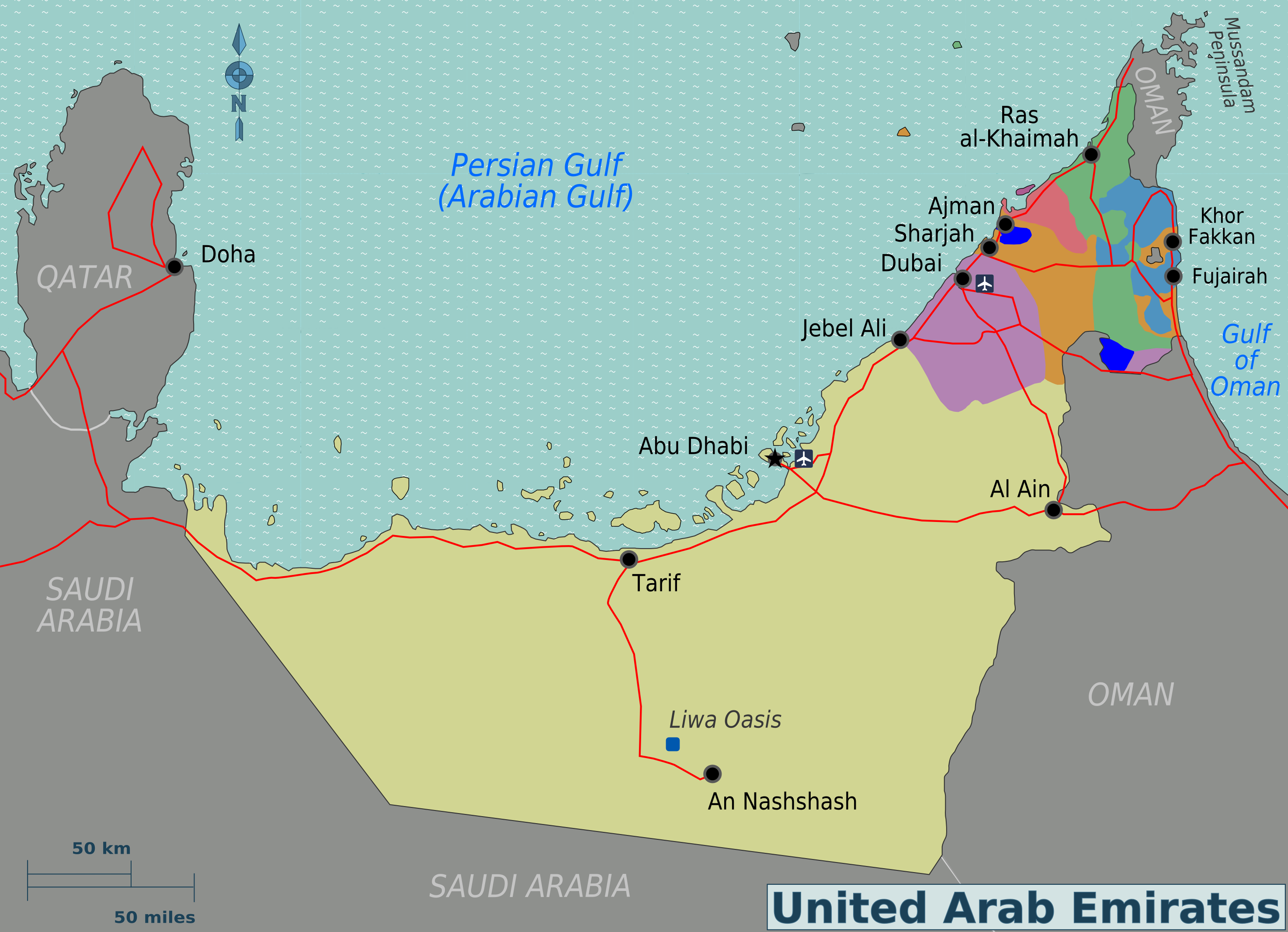
نقشه امارات متحده عربی

امارات متحده عربی یک سلطنت مطلقه فدرال متشکل از شش خانواده حاکم امارات متحده عربی است که امیر هر یک از امارات پادشاه مطلق و امیر ابوظبی نیز رئیس امارات متحده عربی است.

## نظام استانی

### آرژانتین

آرژانتین فدراسیونی متشکل از ۲۳ استان و پایتخت فدرال آن بوئنوس آیرس است

فدرالیسم در آرژانتین نتیجه یک بحث طولانی مدت و چندین جنگ داخلی پس از انقلاب مه ۱۸۱۰ و متعاقباً استقلال در ۱۸۱۶ بود. چندین تلاش ناموفق برای ایجاد دولت‌های واحد و فدرال وجود داشت. با استقرار اولین قانون اساسی موفق و فعلی در سال ۱۸۵۳، این بحث پایان یافت و آرژانتین یک سیستم فدرال را پذیرفت.
در آن زمان هنوز چندین قلمرو تحت مدیریت فدرال وجود داشت که از آن زمان به بعد وضعیت استانی را به دست آوردند، آخرین آنها استان تیرا دل فوئگو در سال ۱۹۹۰ بود. شهر بوئنوس آیرس به عنوان مقر دولت فدرال در سال ۱۸۵۳ تأسیس شد و در سال ۱۸۸۰ تحت مدیریت فدرال قرار گرفت. این کشور تا اصلاحیه قانون اساسی در سال ۱۹۹۴ تحت کنترل مستقیم دولت فدرال باقی ماند که به موجب آن وضعیت خودمختار فعلی خود را به دست آورد که به آن درجه ای بسیار مشابه از خودمختاری استان‌ها می‌دهد.

### کانادا

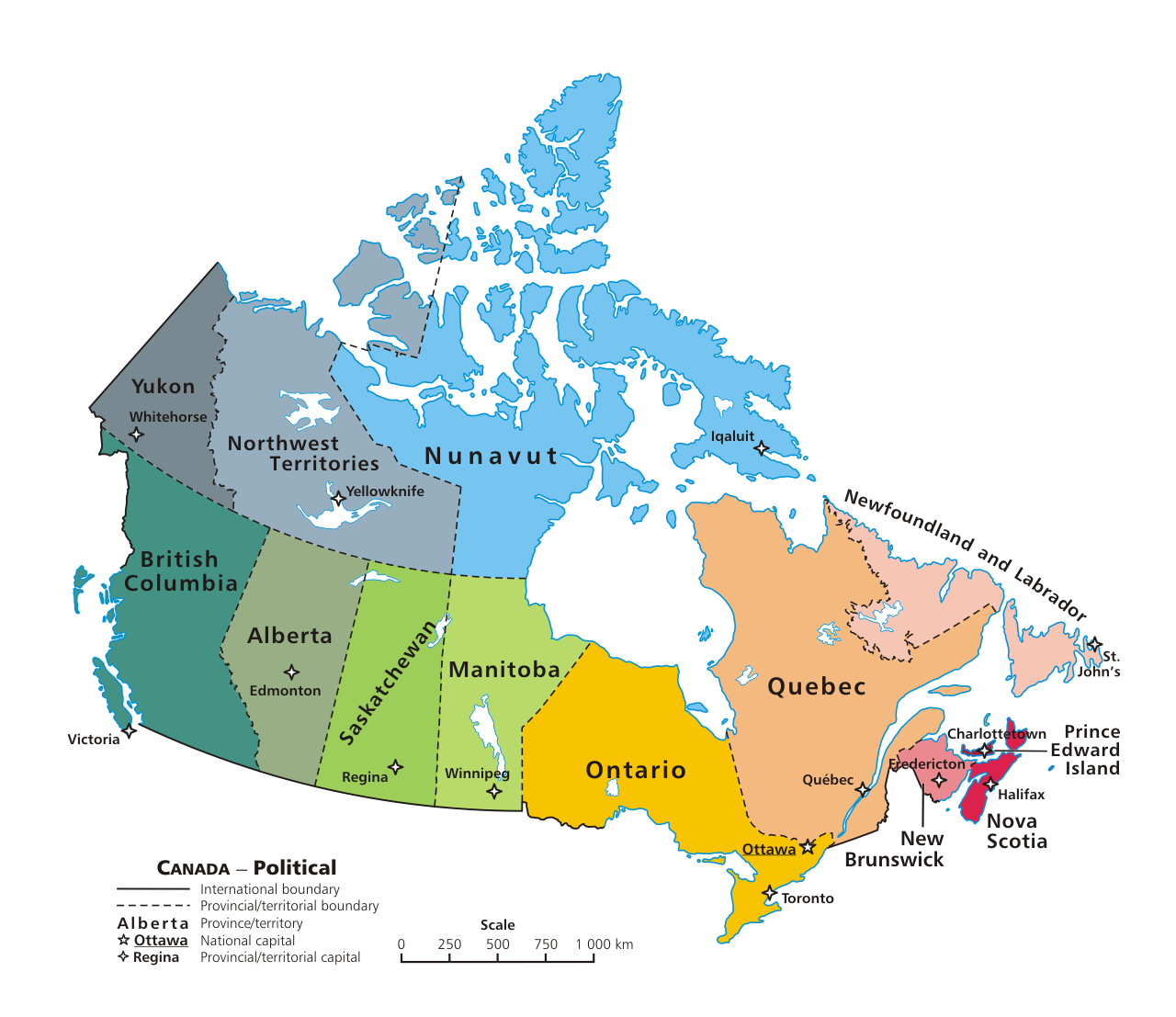
در کانادا، دولت‌های استانی تمام اختیارات خود را مستقیماً از قانون اساسی می‌گیرند. در مقابل، مناطق تابع دولت فدرال هستند و اختیارات آنها به آنها تفویض شده است.

در کانادا، سیستم فدرالیسم با تقسیم اختیارات بین پارلمان فدرال و دولت‌های استانی کشور توصیف می‌شود. بر اساس قانون اساسی (که قبلاً به عنوان قانون آمریکای شمالی بریتانیا در سال ۱۸۶۷ شناخته می‌شد)، اختیارات ویژه ای برای قانون گذاری اختصاص داده شده است. بند ۹۱ قانون اساسی صلاحیت قانونگذاری را به دولت مرکزی می‌دهد، در حالی که بند ۹۲ این صلاحیت را به قدرت‍های منطقه‌ای واگذار می‌کند. دیگر قدرت‌هایی که به‌طور مستقیم مورد اشارهٔ قانون اساسی قرار نگرفته‌اند در صلاحیت دولت مرکزی قرار می‌گیرند. هر چند اختلاف بین دولت مرکزی و ایالتی در مورد این که کدام یک صلاحیت قانونگذاری در موضوعات مختلف را دارند، یک مسئلهٔ طولانی مدت و در حال تحول بوده است. حوزه‌های رقابتی میان دولت مرکزی و دولت‌های ایالتی اموری نظیر قانونگذاری، توجه به مقررات اقتصادی، مالیات و منابع طبیعی می‌باشند.

### نپال
نپال کشوری با تنوع جغرافیایی است. نپال از زمان اتحاد توسط پریتوی نارایان شاه، شکل حکومت یکپارچه را به کار گرفته است.
نپال از ۲۸ مه ۲۰۰۸ به یک ایالت جمهوری دمکراتیک فدرال تبدیل شده است (15th Jestha، 2065 BS). بر اساس مفهوم سیستم فدرال، نپال به ۷ استان، ۷۷ ناحیه و ۷۵۳ سطح محلی تقسیم شده است. اکنون هر استان دارای یک دولت جداگانه به همراه دولت فدرال خود در مرکز است.

### پاکستان

جمهوری اسلامی پاکستان، متشکل از ناحیه فدرال خود، منطقه پایتخت اسلام‌آباد (آبی روشن)، استان‌های پنجاب (سبز تیره)، سند (آبی تیره)، بلوچستان (قرمز)، خیبر پختونخوا (زرد) و مناطق گیلگیت-بالتستان (صورتی) و کشمیر آزاد (نارنجی). مناطق قبیله ای سابق تحت مدیریت فدرال، که اکنون بخشی از خیبر پختونخوا است، به رنگ سبز روشن نشان داده شده است.

پاکستان یک جمهوری فدرال پارلمانی دموکراتیک است. اختیارات بین دولت فدرال و استان‌ها تقسیم می‌شود. روابط بین فدراسیون و استان‌ها در قسمت پنجم (اصول ۱۴۱ تا ۱۵۹) قانون اساسی تعریف شده است.
پاکستان از چهار استان و سه قلمرو، از جمله قلمرو پایتخت اسلام‌آباد تشکیل شده است.

### بولیوی
بر اساس قانون اساسی مصوب ۲۵ ژانویه ۲۰۰۹ بولیوی دارای سیستم فدرال استانی (Department) شد. در این سیستم نه استان یا دپارمان پاندو، لاپاز، بنی، اورورو، کوچابامبا، سانتا کروز، پوتوسی، چوکیساکا، تاریجا را دولت‌های محلی تشکیل شده و در هر دپارتمان نیز فرماندار و شهرداران توسط رای مستقیم مردم انتخاب می‌شوند.

## نظام جمهوری

### فدراسیون روسیه

رعایا فدرال روسیه. شبه جزیره کریمه و دونباس که در سطح بین‌المللی به عنوان بخشی از اوکراین شناخته شده است، با نوارهای مورب نشان داده شده است.

ماهیت پسامپراتوری تقسیم حکومت روسیه به سمت یک مدل به‌طور کلی خودمختار تغییر کرد که با تأسیس اتحاد جماهیر شوروی (که روسیه به عنوان بخشی از آن اداره می‌شد) آغاز شد. پس از اتحاد جماهیر شوروی، با اصلاحات تحت رهبری بوریس یلتسین که بخش اعظمی از ساختار شوروی را حفظ کرد و در عین حال اصلاحات لیبرال فزاینده ای را در حکومت جمهوری‌ها و اتباع تشکیل دهنده اعمال کرد (در حالی که با شورشیان جدایی طلب چچن در دوران چچن درگیری داشت، آزاد شد. جنگ). برخی از اصلاحات در دوران یلتسین توسط ولادیمیر پوتین کاهش یافت.
همه واحدهای زیرمجموعه روسیه به عنوان تابع شناخته می‌شوند، و برخی از موجودیت‌های کوچکتر، مانند جمهوری‌ها به دلیل حضور گسترده اقلیت قومی غیرروسی یا در برخی موارد اکثریت داشتن این اقلیت‌ها، نسبت به بقیه از خودمختاری بیشتری برخوردار هستند.
در حال حاضر، ۸۳ توابع فدرال روسیه، به استثنای سواستوپل و کریمه وجود دارد. اگر این توابع در نظر گرفته شوند، ۸۵ تابع فدرال در فدراسیون روسیه وجود دارد.

## نظام ایالتی

### استرالیا

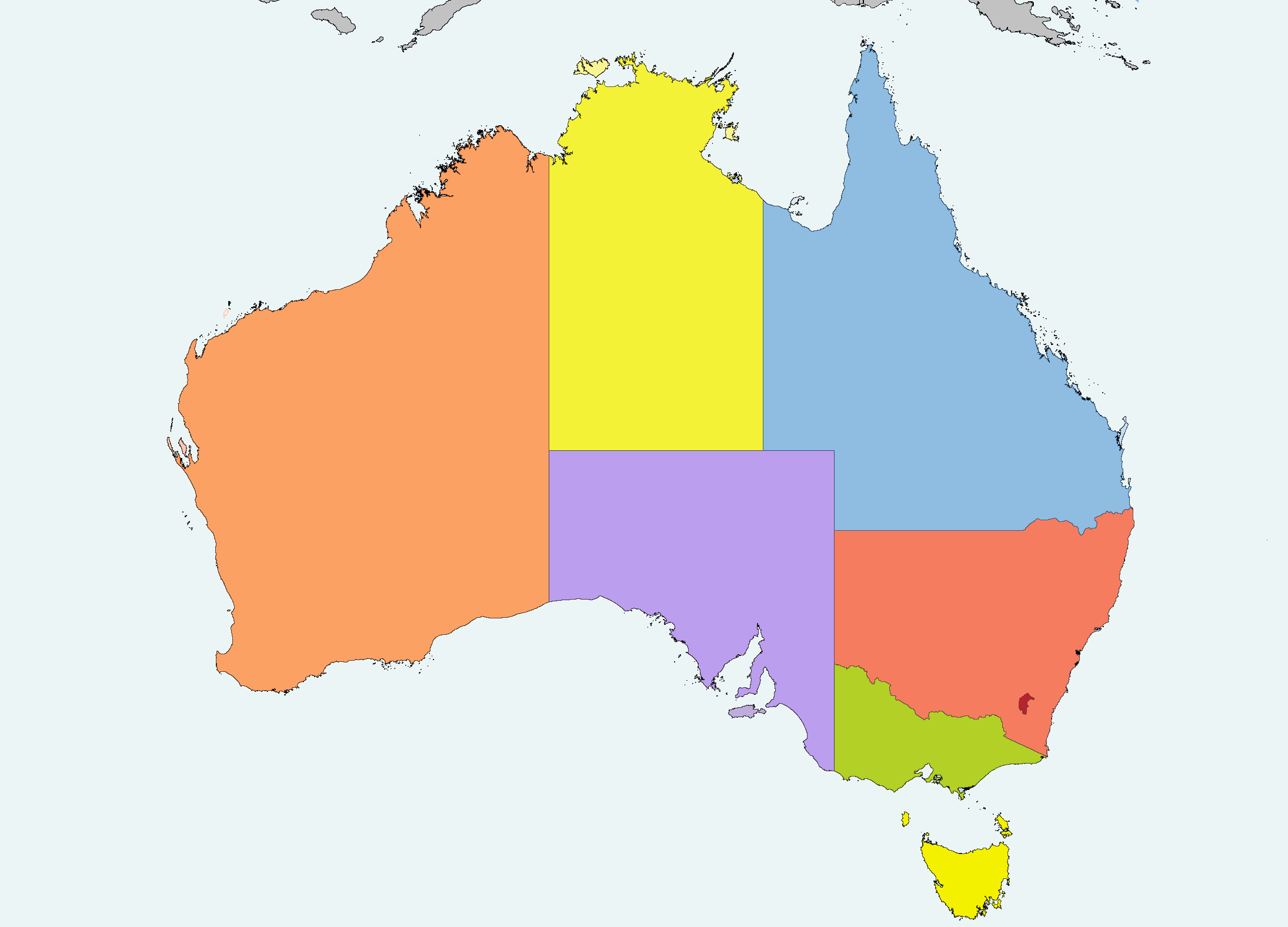
مشترک المنافع استرالیا، متشکل از ناحیه فدرال آن، قلمرو پایتخت استرالیا (قرمز)، ایالت‌های نیو ساوت ولز (صورتی)، کوئینزلند (آبی)، استرالیای جنوبی (بنفش)، تاسمانی (زرد در پایین)، ویکتوریا (سبز) استرالیای غربی (نارنجی) و قلمرو فدرال قلمرو شمالی (زرد در بالا)

در ۱ ژانویه ۱۹۰۱، قلمروی استرالیا رسماً به عنوان یک فدراسیون به وجود آمد. قاره استرالیا در سال ۱۷۸۸ توسط بریتانیا به استمار درآمد، که متعاقباً شش مستعمره، در نهایت خودگردان، در آنجا ایجاد کرد. در دهه ۱۸۹۰، دولت‌های این مستعمرات همه‌پرسی ای برای تبدیل شدن به «مشترک‌المنافع استرالیا» به صورت یکپارچه و خودگردان در داخل امپراتوری بریتانیا برگزار کردند. هنگامی که همه مستعمرات به نفع فدراسیون رای دادند، فدراسیون استرالیا شروع به کار کرد و منجر به تأسیس مشترک المنافع استرالیا در سال ۱۹۰۱ شد. مدل فدرالیسم استرالیا کاملاً به مدل اصلی ایالات متحده آمریکا پایبند است، اگرچه این کار را از طریق سیستم پارلمانی وست مینستر به جای سیستم ریاست جمهوری انجام می‌دهد.

### برزیل

برزیل اتحادیه ای از ۲۶ ایالت و ناحیه فدرال آن است که محل برازیلیا، پایتخت فدرال است.

در برزیل، سقوط سلطنت در سال ۱۸۸۹ توسط یک کودتای نظامی منجر به ظهور سیستم ریاست جمهوری به ریاست دئودورو دا فونسکا شد. فونسکا با کمک حقوقدان مشهور روی باربوسا، فدرالیسم را در برزیل با فرمانی تأسیس کرد، اما این سیستم حکومتی در هر قانون اساسی برزیل از سال ۱۸۹۱ مورد تأیید قرار گرفته، اگرچه برخی از آنها برخی از اصول فدرالیستی را تحریف می‌کنند. دولت فدرال ۱۹۳۷ این اختیار را داشت که به میل خود فرمانداران ایالتی (به نام مداخله گر) را تعیین کند، بنابراین قدرت را در دستان رئیس‌جمهور گتولیو وارگاس متمرکز کرد. برزیل همچنین از سیستم فونسکا برای تنظیم تجارت بین ایالتی استفاده می‌کند. برزیل یکی از بزرگ‌ترین حکومت‌های‌های فدرالی است.
قانون اساسی برزیل در سال ۱۹۸۸ مؤلفه جدیدی را به ایده‌های فدرالیسم وارد کرد، از جمله شهرداری‌ها به عنوان نهادهای فدرال. شهرداری‌های برزیل اکنون با برخی از اختیارات سنتی که معمولاً در فدرالیسم به ایالت‌ها اعطا می‌شود، سرمایه‌گذاری می‌کنند و به آنها اجازه داده می‌شود قانون اساسی را تصویب کنند.

### آلمان

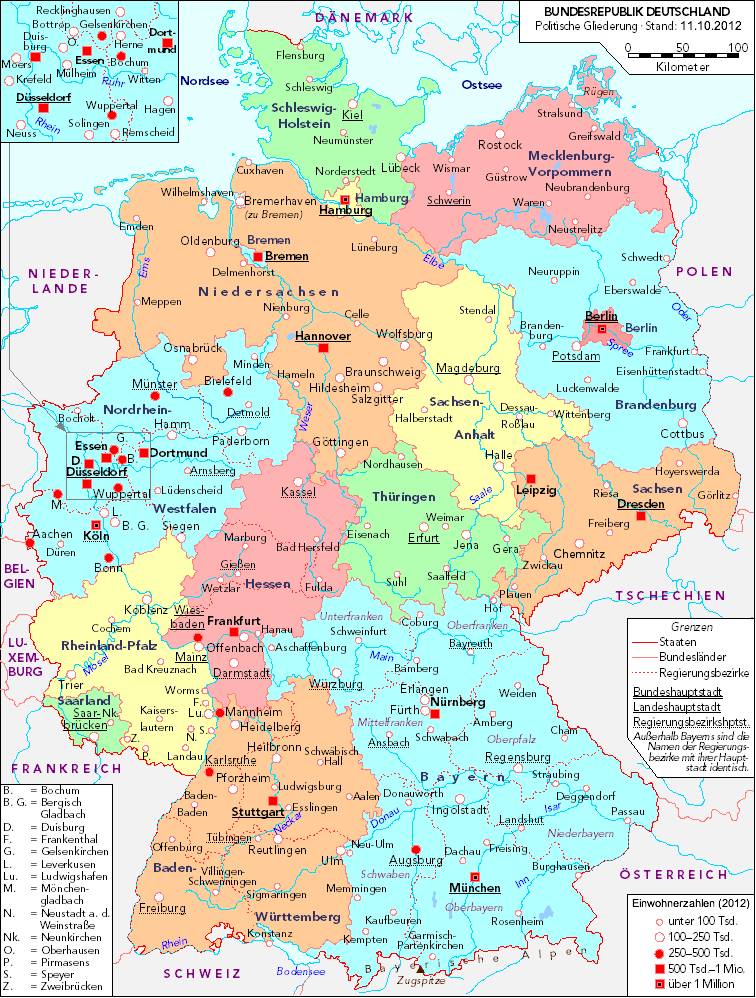
ایالت‌های فدرال آلمان

آلمان و اتحادیه اروپا تنها نمونه‌هایی از فدرالیسم را در جهان ارائه می‌دهند که در آن اعضای «مجلس علیا» فدرال (بوندسرات آلمان، یعنی شورای فدرال و شورای اروپا) نه منتخب و نه منصوب شده‌اند، بلکه شامل اعضا یا نمایندگان دولت‌های رای‌دهندگان آنها هستند ایالات متحده تا سال ۱۹۱۳ سیستم مشابهی داشت، که پیش از تصویب متمم هفدهم قانون اساسی این کشور، سناتورها نمایندگان ایالت بودند که توسط مجلس قانونگذاری ایالت و نه شهروندان انتخاب می‌شدند.

### هند
دولت هند (که از آن به عنوان دولت اتحادیه یاد می‌شود) توسط قانون اساسی هند تأسیس شد و مرجع حاکمیت یک اتحادیه فدرال متشکل از 28 ایالت و ۸ قلمرو اتحادیه است.

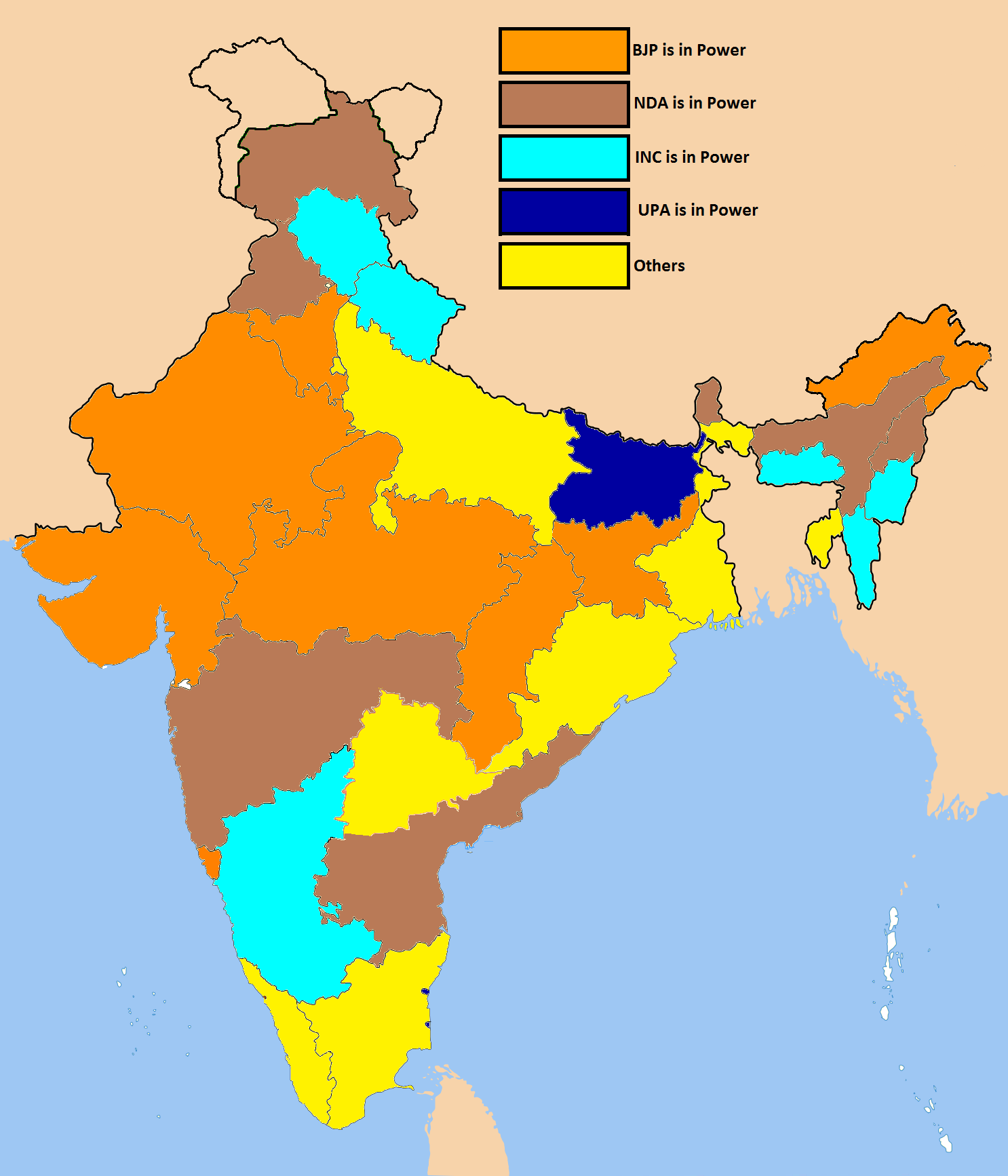
ایالات کشور هند که توسط احزاب گوناگون اداره می‌شوند

ادارهٔ هند بر مبنای نظام لایه‌ای است. جایی که قانون اساسی هند موضوعاتی را مطرح می‌کند که در هر مورد تعیین می‌کند چه لایه‌ای از حکومت قدرت اجرایی دارد. قانون اساسی از برنامهٔ هفتم برای محدود کردن موضوعاتی که تحت سه دسته است استفاده می‌کند. این سه دسته لیست اتحادیه، لیست ایالت و لیست متقارن می‌باشند.

#### فدرالیسم نا متقارن
یک بعد بحث‌برانگیز فدرالیسم هند این است که بر خلاف بسیاری اشکال دیگر فدرالیسم، نامتقارن است. مادهٔ ۳۷۰ قانون اساسی هند مقررات مخصوصی را برای ایالت جامو و کشمیر به عنوان سند الحاق هر کدام ایجاد کرده است. مادهٔ ۳۷۱ مقررات خاصی را برای ایالات اندرا پرادش، اروناچال پرادش، آسام، گوا، میزورام، مانیپور، ناگالند و سیکیم به عنوان سند الحاق یا استقلال هر کدام تعیین کرده است. همچنین یک جنبهٔ دیگر فدرالیسم هند، نظام قواعد ریاست جمهوری این کشور است. وقتی که هیچ حزبی نتواند در یک منطقه دولت تشکیل دهد یا اغتشاشات خشونت‌آمیزی در هر یک از ایالات وجود داشته باشد، حکومت مرکزی از طریق فرماندار منصوب خود، ادارهٔ امور حکومتی آن منطقه را برای زمان مشخصی به عهده می‌گیرد.

#### سیاست‌های ائتلافی
برخلاف قانون اساسی، هند اکنون یک فدراسیون چند زبانه است. هند یک سیستم چند حزبی با تعلقات سیاسی گوناگون دارد که غالباً بر اساس زبان، منطقه و طبقات اجتماعی، نیازمند سیاست‌های ائتلافی به خصوص در سطح یک اتحادیه است. سیاست‌های ائتلافی تعادلی را قوهٔ مقننه ایجاد کرده‌اند.

### مالزی

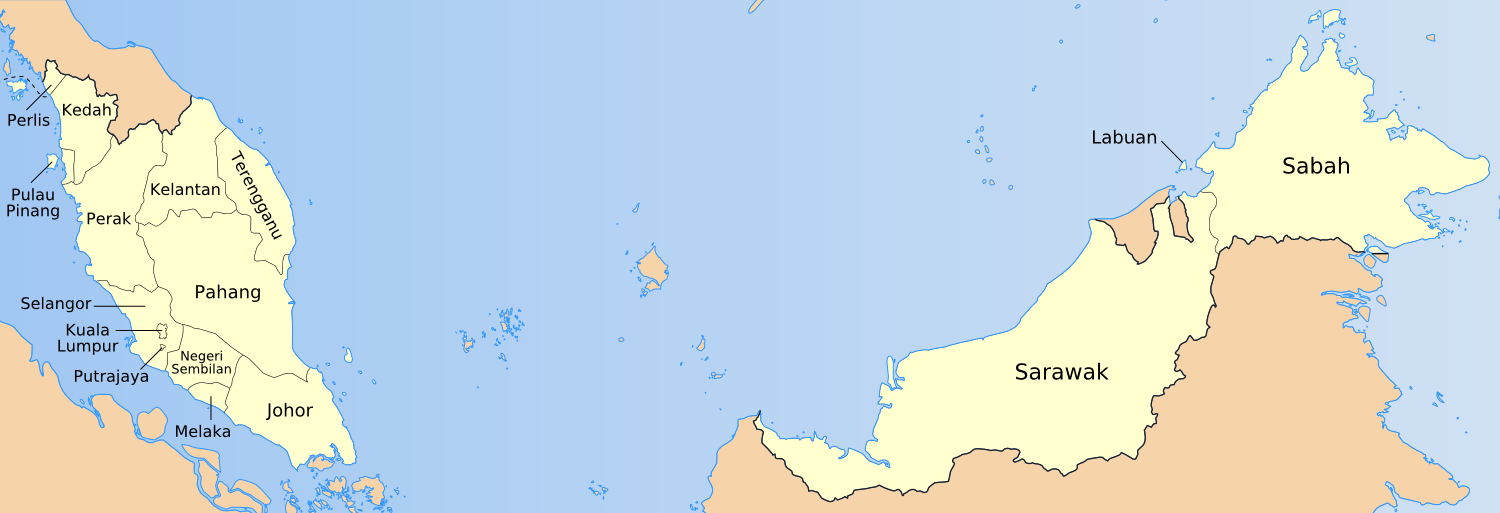
نقشه مالزی با ایالات آن

مالزی یک پادشاهی مشروطه فدرال است. سلطنت آن انتخابی است، نه حاکم و چهار رهبر ایالتی (که به نمایندگی از ایالت‌هایی اند که سلطنتشان برچیده شده‌اند) در کنفرانس حاکمان هر پنج سال یک بار برای انتخاب پادشاه بعدی، یا اگر موقعیت به هر دلیلی خالی شود ملاقات می‌کنند. همچنین رسم چرخش سلطنت بین ۹ فرمانروا وجود دارد. سیستم حکومتی این فدراسیون که میراثی از حکومت استعماری بریتانیا است، از سیستم پارلمانی وست مینستر الگوبرداری شده است. یک مجلس سفلا و اعلا وجود دارد. حکمرانی ایالت‌ها بین دولت فدرال و دولت ایالتی تقسیم می‌شود و اختیارات متفاوتی برای هر کدام محفوظ است و دولت فدرال دارای مدیریت مستقیم سرزمین‌های فدرال است. اختیارات قانونگذاری بین مجامع ایالتی و فدرال تقسیم می‌شود و انتخابات هر پنج سال یکبار برگزار می‌شود.

### اتیوپی
اتیوپی دارای بیش از ۸۰ گروه قومی-زبانی و قانون اساسی جدید است که در سال ۱۹۹۴ معرفی شد و اتیوپی را بر اساس خطوط قومی به ۹ ایالت منطقه ای و دو «اداره منشور» چند قومی تقسیم می‌کند.

### نیجریه

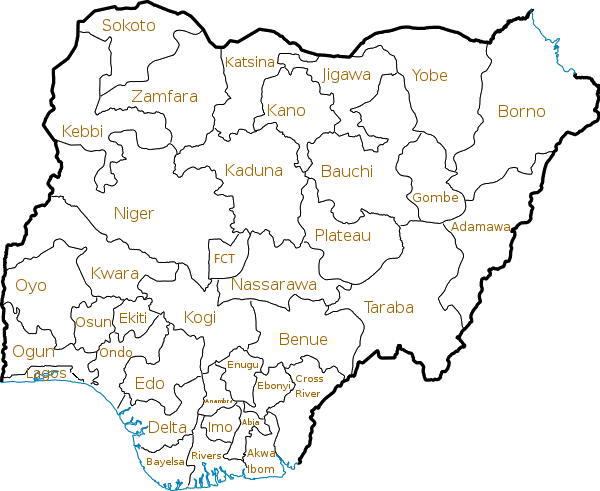
نقشه جمهوری فدرال نیجریه که ۳۶ ایالت و ۱ قلمرو پایتخت فدرال آن را نشان می‌دهد.

جمهوری فدرال نیجریه دارای ایالت‌های مختلفی است که در طول زمان به دلیل مسائل پیچیده اجتماعی-اقتصادی و همچنین تأثیرات دوران استعماری خود تکامل یافته اند. با این حال، در نیجریه مدرن ۳۶ ایالت و یک قلمرو پایتخت فدرال وجود دارد: ابیا، اداماوا، اکوا ایبوم، انامبرا، باوچی، بایلسا، بنوئه، بورنو، کراس ریور، دلتا، ابونیی، انوگو، ادو، اکیتی، گومبه، ایمو، جیگاوا، کادونا، کانو، کاتسینا، کبی، کوگی، کوارا، لاگوس، ناساراوا، نیجر، اوگون، اوندو، اوسون، اویو، فلات، رودخانه‌ها، سوکوتو، تارابا، یوبه، زامفارا و حوزه فدرال مرکزی.

### ایالات متحده
فدرالیسم در ایالات متحده رابطه در حال تکامل بین دولت‌های ایالتی و دولت فدرال ایالات متحده است. جیمز مدیسون در " فدرالیست شماره ۴۶ " اظهار داشت که ایالت‌ها و دولت ملی "در واقع کارگزاران و متولیان مختلف مردم هستند که با قدرت‌های متفاوت تشکیل شده‌اند." الکساندر همیلتون، که در " فدرالیست شماره ۲۸ " می‌نویسد، پیشنهاد می‌کند که هر دو سطح حکومت به نفع شهروندان اعمال قدرت خواهند کرد: "اگر حقوق آنها [مردم] توسط هر یک مورد تجاوز قرار گیرد، آنها می‌توانند از دیگری به عنوان. ابزار جبران استفاده کنند."

نقشهٔ ایالات متحده که متشکل از پنجاه ایالت است.

آمریکایی از یک سیستم دوگانهٔ فدرالیسم به یک فدرالیسم مشارکتی تکامل یافته است. به دلیل این که نهادهای سیاسی ایالات از قبل وجود داشتند، قانون اساسی ایالات متحده نیازی نداشت که فدرالیسم را در هر بخش تعریف کند یا توضیح دهد؛ اما اغلب حقوق و مسئولیت‌های دولت‌های ایالتی و مقامات دولتی را در رابطه با دولت مرکزی ذکر می‌کند. دولت مرکزی قدرت‌های تصریح شده خاصی را دارا است که قدرت‌هایی هستند که در قانون اساسی مورد اشاره قرار گرفته‌اند و شامل حق وصول مالیات، اعلام جنگ و تنظیم تجارت بین ایالتی و خارجی می‌باشد. به علاوه ماده‌ای معروف به «مادهٔ ضروری و مناسب» در قانون اساسی است که به دولت مرکزی این قدرت ضمنی را اعطا می‌کند تا هر قانون لازم و مناسبی را در جهت اجرای قدرت‌های مشخص شده‌اش تصویب نماید و در آن قدرت‌های دیگری نیز برای مردم یا ایالات در نظر گرفته شده است.
حزب فدرالیست ایالات متحده در مقابل حزب جمهوری خواهان دموکرات وجود داشت که شامل چهره‌های قدرتمندی از قبیل توماس جفرسون بود.
جمهوری خواهان دموکرات اساساً باور داشتند که:
- قوه مقننه قدرت بسیار زیادی دارد و نظارتی بر آن وجود ندارد.
- قوه مجریه قدرت خیلی زیادی دارد و هیچ نظارتی بر آن وجود ندارد و به این ترتیب دیکتاتور به وجود خواهد آمد.
- یک منشور حقوق باید با قانون اساسی همراه باشد تا از سو استفادهٔ دیکتاتور از شهروندان جلوگیری نماید و نهایتاً یک رئیس‌جمهور به قدرت برسد ولی از سوی دیگر فدرال‌ها باور دارند که این امر غیرممکن است که همهٔ حقوق برشمرده شوند و در نتیجه آن‌هایی که در شمار نیامده‌اند به آسانی نادیده گرفته می‌شوند، چرا که در منشور رسمی حقوق ذکر نشده‌اند. در مورد حقوق در موارد خاص نظام قضایی دادگاه‌ها تصمیم می‌گیرد.

بعد از جنگ داخلی آمریکا، تأثیر دولت مرکزی بر زندگی مردم و مقدار ارتباط آن با دولت‍های ایالتی به شدت افزایش یافت. این امر به دلیل نیاز به تنظیم مقرراتی برای مشاغل و صنایعی که در محدوده مرزهای کشور وجود داشتند، تلاش برای حفظ حقوق مدنی، و مقررات خدمات اجتماعی بود. دولت مرکزی تا زمانی که دادگاه عالی قانون ضد تراست شرمن را تصویب نکرد، هیچ قدرت جدید قابل توجهی را به دست نیاورد.
از سال ۱۹۳۸ تا سال ۱۹۹۵ دادگاه عالی ایالات متحده، مطابق مادهٔ تجاری قانون اساسی، هیچ قانون مصوب فدرالی که قدرت کنگره را افزایش می‍داد، لغو و باطل نکرد. بیشتر اقدامات دولت مرکزی می‌تواند بعضی حمایت‌ها را در بین قدرت‌های تصریح شده پیدا کند، مانند: مادهٔ تجاری قانون اساسی، که اعمال آن به وسیلهٔ دادگاه عالی در سال‌های اخیر مضیق شده است. در سال ۱۹۹۵ دادگاه عالی قانون اسلحهٔ آزاد در محدودهٔ مدارس را در رأی لوپز لغو کرد و همچنین بخش جبران خسارت مدنی را در قانون منع خشونت علیه زنان در سال ۱۹۹۴ در پروندهٔ ایالات متحده علیه موریسون لغو کرد. اخیراً مادهٔ تجارت قانون اساسی به گونه‌ای مورد تفسیر قرار گرفت که منجر به قانونی شدن ماریجوانا در رأی صادره در پروندهٔ گنزالز در مقابل ریچ شد.

فدرالیسم دوگانه تأکید می‌کند که دولت مرکزی و دولت‌های ایالتی با هم برابر و مساوی هستند. اگرچه در دوران جنگ داخلی آمریکا دادگاه‌های ملی اغلب دولت مرکزی را به عنوان قاضی نهاییِ منازعات خویش بر اساس اصول فدرالیسم دوگانه تفسیر می‌کردند، ایجاد دولت‌های بومی آمریکایی که جدا و متمایز از دولت مرکزی و ایالتی بودند، برخی قدرت‌های محدود حکومتی را اعمال می‌کردند که این نیز ناشی از همان مفهوم فدرالیسم دوگانه است. 

ایالات متحده از ۵۰ ایالت خودگردان، همراه با یک پایتخت و چندین منطقه تشکیل شده است که توسط دولت فدرال اداره می‌شود.

### ونزوئلا

نقشه فدراسیون ونزوئلا

جنگ فدرال در سال ۱۸۶۴ با امضای معاهده کوچ توسط دولت مرکزی آن زمان و نیروهای فدرال به پایان رسید. ایالات متحده ونزوئلا متعاقباً بر اساس اصولی که از اساسنامه کنفدراسیون ایالات متحده آمریکا به عاریت گرفته شده بود، تحت «فدراسیون کشورهای مستقل» ادغام شد. در این فدراسیون، هر ایالت برای خود یک «رئیس‌جمهور» داشت که تقریباً همه مسائل، حتی ایجاد «ارتش‌های ایالتی» را کنترل می‌کرد، در حالی که ارتش فدرال برای ورود به هر ایالت باید مجوز ریاست جمهوری را دریافت می‌کرد.
با این حال، بیش از ۱۴۰ سال بعد، سیستم اصلی به تدریج به شکلی از حکومت شبه متمرکز تبدیل شد. در حالی که قانون اساسی ۱۹۹۹ هنوز ونزوئلا را به عنوان جمهوری فدرال تعریف می‌کند، سنا را برچید، صلاحیت‌های ایالت‌ها را به دولت فدرال منتقل کرد و به رئیس‌جمهور جمهوری اختیارات گسترده‌ای برای مداخله در ایالت‌ها و شهرداری‌ها اعطا کرد.

## نظام دو جزئی

### بلژیک
فدرالیسم در پادشاهی بلژیک یک سیستم در حال تکامل است.
فدرالیسم بلژیک یک سیستم دوقلو است که هر دو را منعکس می‌کند
- <i id="mwAdQ">جوامع</i> زبانی کشور، فرانسوی (حدود ۴۰٪ از کل جمعیت)، هلندی (حدود ۵۹٪)، و تا حد بسیار کمتر آلمانی (حدود ۱٪) و
- مناطق جغرافیایی تعریف شده (ایالات فدرال: بروکسل-پایتخت (دفاکتو بروکسل بزرگ)، فلاندر و والونی). دو مورد آخر مربوط به مناطق زبانی در بلژیک است، والونی که میزبان اکثریت جمعیت فرانسوی زبان و اقلیت آلمانی زبان است. در بروکسل، حدود ۸۰ درصد از مردم فرانسه و حدوداً ۲۰٪ هلندی صحبت می‌کنند. این شهر به‌طور رسمی یک منطقه دو زبانه است ولی درون یک منطقه فلاندری واقع شده است.[۱۳]
- فلاندر منطقه ای است که با اکثریت هلندی زبان بلژیک، یعنی جامعه فلاندری مرتبط است.
- جامعه آلمانی زبان بلژیک به دلیل اندازه نسبتاً کوچکش (تقریباً یک درصد) تأثیر زیادی بر سیاست ملی ندارد.
- والونی یک منطقه فرانسوی زبان است، به جز کانتون‌های شرقی آلمانی زبان (Cantons de l'est). فرانسوی پس از هلندی دومین زبان مادری بلژیک است. در جامعه فرانسوی زبان بلژیک، به دلایل تاریخی و جامعه شناختی، بین والونی و بروکسل تمایز جغرافیایی و سیاسی وجود دارد. از نظر تاریخی، والون‌ها طرفدار یک فدرالیسم با سه جزء بودند و فلاندری‌ها طرفدار دو.[۱۴] این تفاوت یکی از عناصری است که مسئله بلژیک را بسیار پیچیده می‌کند. فلاندری‌ها می‌خواستند از فرهنگ خود دفاع کنند در حالی که والون‌ها می‌خواستند از برتری سیاسی و اقتصادی خود که در قرن نوزدهم داشتند دفاع کنند: "درست است که جنبش والون، که هرگز از تأیید اینکه والونیا بخشی از حوزه فرهنگی فرانسه است، دست برنداشته است هرگز این مبارزه فرهنگی را در اولویت قرار نداد، بلکه بیشتر به مبارزه علیه وضعیت آن به عنوان یک اقلیت سیاسی و انحطاط اقتصادی که تنها نتیجه آن بود، توجه داشت.[۱۵]

از یک سو، این بدان معنی است که چشم‌انداز سیاسی بلژیک، به‌طور کلی، تنها از دو جزء تشکیل شده است: جمعیت هلندی زبان که توسط احزاب سیاسی هلندی زبان نمایندگی می‌شود، و اکثریت جمعیت والونیا و بروکسل که توسط احزاب فرانسوی زبان آنها نمایندگی می‌شود. . منطقه بروکسل به عنوان مولفه سوم ظاهر می‌شود. این شکل دوگانه خاص فدرالیسم، با موقعیت ویژه بروکسل، در نتیجه دارای تعدادی از مسائل سیاسی - حتی مسائل جزئی - است که بر سر تقسیم سیاسی هلندی/فرانسوی زبان در حال مبارزه است. با چنین مسائلی، تصمیم نهایی تنها در قالب مصالحه امکان‌پذیر است. این گرایش به این مدل فدرالیسم دوگانه تعدادی ویژگی می‌دهد که عموماً به کنفدرالیسم نسبت داده می‌شود و آینده فدرالیسم بلژیک را بحث‌برانگیز می‌کند.

### بوسنی و هرزگوین
بوسنی و هرزگوین یک فدراسیون متشکل از دو نهاد است: جمهوری صربسکا و فدراسیون بوسنی و هرزگوین، که دومی خود یک فدراسیون است.

### عراق

پرچم رسمی کردستان عراق (نسبت پرچم ۲:۳)

عراق در ۱۵ اکتبر ۲۰۰۵ یک سیستم فدرال نامتقارن را اقتباس کرد و به‌طور رسمی منطقه کردستان را به عنوان اولین و در حال حاضر تنها منطقه فدرال کشور به رسمیت شناخت، با روش ایجاد نهادهای فدرال که در قانون اساسی عراق ذکر شده است. در سایر استانها و مناطق به دلیل اختلاط شدید قومی و به‌ویژه مذهبی (به‌ویژه در بغداد) نتوانست اجرا شود و عملاً این طرح در عراق شکست خورد و برعکس نوعی ملوک‌الطوایفی سنتی و نفوذ قدرت‌های خارجی بر آن حکم‌فرما شد. همچنین در مورد خاورمیانه از جمله عراق، با وجود داشتن تجربه اتحاد هزار ساله، برخی فدرالیسم را بیشتر به عنوان ترفندی برای تجزیه دیده‌اند. همانگونه که در عراق نیز چند سال پس از تصویب قانون فدرال که تلاشی برای جلوگیری از تجزیه این کشور بود، اقلیم کردستان همه‌پرسی برای استقلال برگزار کرد. مشکل دیگر، با وجود بافت پیچیده قومی در این مناطق، خطر حذف اقلیت‌های کوچک‌تر نیز شکل گرفته است، اقلیت‌هایی که در ساختار قومی-مذهبی اقلیم‌ها جایی ندارند.

## نظام فدرالی جزئی

### آفریقای جنوبی
اگرچه آفریقای جنوبی دارای برخی از عناصر یک سیستم فدرالمانند تخصیص اختیارات خاص به استان‌ها، است، با این وجود از نظر قانون اساسی و عملکرد یک کدولتشیکپارچه قدرت سپار است.

### اسپانیا
اسپانیا یک دولت یکپارچه با سطح بالایی از تمرکززدایی است که اغلب از هر نظر به جز نام آن یک نظام فدرالی یا یک «فدراسیون بدون فدرالیسم» در نظر گرفته می‌شود. این کشور به‌عنوان یک کشور غیرمتمرکز فوق‌العاده ذکر شده است که دولت مرکزی تنها ۱۸ درصد از هزینه‌های عمومی، ۳۸ درصد برای دولت‌های منطقه، ۱۳ درصد برای شوراهای محلی، و ۳۱ درصد باقی‌مانده را به خود اختصاص داده است. سیستم تامین اجتماعی قانون اساسی فعلی اسپانیا به گونه ای اجرا شده است که از بسیاری جهات، اسپانیا را می‌توان با کشورهایی که به‌طور غیرقابل انکاری فدرال هستند مقایسه کرد.
با این حال، برای مدیریت تنش‌های موجود در گذار اسپانیا به دموکراسی، تدوین‌کنندگان قانون اساسی فعلی اسپانیا از دادن برچسب‌هایی مانند «فدرال» به ترتیبات سرزمینی اجتناب کردند. علاوه بر این، برخلاف سیستم فدرال، مالیات‌های اصلی به‌طور مرکزی از مادرید گرفته می‌شود (به جز سرزمین باسک و نابار که در قانون اساسی دموکراتیک اسپانیا به عنوان مناطق منشوری بر اساس دلایل تاریخی به رسمیت شناخته شده بودند) و سپس به جوامع خودمختار توزیع می‌شود.
به رسمیت شناختن صریح و قانونی فدرالیسم به این عنوان توسط احزابی مانند پودموس، چپ متحد و حزب کارگران سوسیالیست اسپانیا ترویج شده است. حزب سوسیالیست اسپانیا ایده ثبت اسپانیای فدرال را در سال ۲۰۱۲ به عنوان نقطه ملاقات بین پیشنهادهای جدایی طلبانه و پیشنهادهای بازتمرکزگرایانه در نظر گرفت.

## پیشنهاد شده
به دلایل مختلف در چندین دولت یکپارچه پیشنهاد شده است که یک سیستم فدرال ایجاد شود.

### چین
چین هم از نظر جمعیت و هم از نظر مساحت بزرگ‌ترین دولت یکپارچه در جهان است. اگرچه چین برای قرن‌ها دارای دوره‌های طولانی حکومت مرکزی بوده است، اغلب استدلال می‌شود که ساختار یکپارچه دولت چین برای مدیریت مؤثر و عادلانه امور کشور بسیار ناتوان است. ناسیونالیست‌های چینی به تمرکززدایی به عنوان نوعی جدایی طلبی و ترفندی برای اتحادزدایی ملی مشکوک هستند. برخی دیگر استدلال می‌کنند که میزان خودمختاری ای که به مقامات سطح استانی در جمهوری خلق چین داده شده است به یک فدرالیسم عملی دفاکتو می‌شود.

### قبرس
قانون اساسی قبرس در سال ۱۹۶۰ مبتنی بر ایده فدرال‌سازی دو قسمتی بود، اما اتحادیه یونانی‌های قبرس و ترک‌های قبرس شکست خورد.

### لیبی
مدت کوتاهی پس از جنگ داخلی سال ۲۰۱۱، برخی از مردم سیرنائیکا (در منطقه شرقی کشور) شروع به فراخوانی برای فدرال بودن رژیم جدید کردند و سه منطقه سنتی لیبی (سیرنایکا، طرابلس و فزان) واحدهای تشکیل دهنده آن بودند. . گروهی که خود را «شورای انتقالی سیرنائیک» می‌نامند، در ۶ مارس ۲۰۱۲ اعلامیه خودمختاری صادر کردند. این اقدام توسط شورای ملی انتقالی در طرابلس رد شد.

### بریتانیا

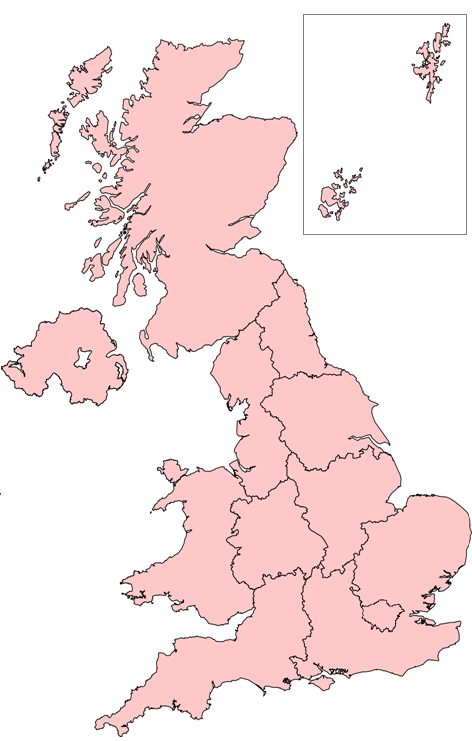
نقشه کشورهای بریتانیا و مناطق انگلستان

در بریتانیا، یک فدراسیون امپراتوری زمانی (از جمله) به عنوان روشی برای حل مشکل قوانین داخلی در ایرلند تلقی می‌شد. فدرالیسم مدتهاست پیشنهاد شده است به عنوان راه حلی برای «مشکل ایرلند»، و اخیراً، برای «مسئله لوتیان غربی».
بریتانیا به‌طور سنتی به عنوان یک حکومت یکپارچه توسط پارلمان وست مینستر در لندن اداره شده است. به جای اتخاذ یک مدل فدرال، بریتانیا بر قدرت سپاری تدریجی برای تمرکززدایی قدرت سیاسی تکیه کرده است. تفویض اختیارات در بریتانیا با قانون دولت ایرلند در سال ۱۹۱۴ آغاز شد که به ایرلند به عنوان یک کشور تشکیل دهنده پادشاهی متحده سابق بریتانیا و ایرلند، حکومت داخلی اعطا کرد. پس از تجزیه ایرلند در سال ۱۹۲۱ که شاهد ایجاد دولت آزاد مستقل ایرلند بود (که در نهایت به جمهوری ایرلند امروزی تبدیل شد)، ایرلند شمالی دولت قدرت سپاری شده خود را از طریق پارلمان ایرلند شمالی، تنها بخشی از بریتانیا که چنین نهادی دارد، حفظ کرد. این نهاد در سال ۱۹۷۲ به حالت تعلیق درآمد و ایرلند شمالی در طول دوره درگیری که به نامدرگیری‌ها شناخته می‌شود، تحت حاکمیت مستقیم قرار گرفت.
در دوران مدرن، روند قدرت سپاری در بریتانیا یک بار دیگر قدرت را غیرمتمرکز کرده است. از زمان همه‌پرسی سال ۱۹۹۷ در اسکاتلند و ولز و توافق جمعه خوب در ایرلند شمالی، سه کشور از چهار کشور تشکیل دهنده بریتانیا اکنون دارای سطحی از خودمختاری هستند. دولت به پارلمان اسکاتلند، مجلس ملی ولز و مجلس ایرلند شمالی قدرت سپاری شده است. انگلستان پارلمان خود را ندارد و امورات انگلستان همچنان توسط پارلمان وست مینستر تعیین می‌شود. در سال ۱۹۹۸ مجموعه‌ای از هشت مجمع منطقه‌ای یا اتاق‌های غیرانتخابی برای حمایت از آژانس‌های توسعه منطقه‌ای انگلیسی ایجاد شد، اما بین سال‌های ۲۰۰۸ و ۲۰۱۰ لغو شدند. مناطق انگلستان همچنان در برخی وظایف اداری دولتی مورد استفاده قرار می‌گیرند.
منتقدان تفویض اختیار غالباً به مسئله لوتیان غربی اشاره می‌کنند که به قدرت رأی نمایندگان غیرانگلیسی در مورد موضوعاتی که فقط انگلیس در پارلمان بریتانیا تأثیر می‌گذارد، اشاره می‌کند. ناسیونالیسم اسکاتلندی و ولزی محبوبیت خود را افزایش داده است، و از زمان همه‌پرسی استقلال اسکاتلند در سال ۲۰۱۴، بحث‌های گسترده‌تری در مورد اتخاذ یک سیستم فدرال توسط بریتانیا با هر یک از چهار کشور بومی که دارای قوای مقننه و اختیارات قانونی مستقل و مساوی هستند، وجود داشته است.
دولت فدرال بریتانیا در اوایل سال ۱۹۱۲ توسط وینستون چرچیل، نماینده پارلمان داندی، در چارچوب قانون قانون خانه ایرلند پیشنهاد شد. در یک سخنرانی در داندی در ۱۲ سپتامبر، او پیشنهاد کرد که انگلستان نیز باید توسط پارلمان‌های منطقه ای اداره شود و قدرت به مناطقی مانند لنکاوی، یورکشایر، میدلندز و لندن به عنوان بخشی از یک سیستم حکومتی فدرال واگذار شود.

### اندونزی
اندونزی از سال ۱۹۴۹ در فدراسیون بود و در سال ۱۹۵۰ منحل شد. از آن زمان، بسیاری از مردم، به ویژه در دهه ۲۰۰۰، پیشنهاد کردند اندونزی به حالت فدرال بازگردد، اما بر اساس سیستم‌های مختلف.